# Tracy Caldwell Dyson
Tracy Caldwell Dyson (* 14. August 1969 in Arcadia, Kalifornien als Tracy Ellen Caldwell) ist eine US-amerikanische Astronautin.

## Akademische Tätigkeit
Caldwell studierte an der California State University in Fullerton und erwarb 1993 einen Bachelor-Grad in Chemie. Während ihres Studiums entwickelte sie elektronische Bauteile für Massenspektrometer zur Analyse von Elementen der Erdatmosphäre. Daneben arbeitete sie im Sicherheitslabor der Uni im Bereich Umweltkontrolle und überwachte die Labors mit deren Umgang mit gefährlichen Stoffen.
1993 wechselte Caldwell an die University of California in Davis, wo sie ihre Promotion vorbereitete und Chemie unterrichtete. 1997 bekam sie einen Doktorgrad in Physikalischer Chemie. Im Anschluss daran wurde ihr ein Stipendium gewährt, mit dessen Hilfe sie an der University of California in Irvine auf dem Gebiet des Umweltschutzes forschte. Mit Spektrometern untersuchte sie Reaktionsabläufe in der Atmosphäre sowie deren Abhängigkeit vom Luftdruck.

## Wechsel zur NASA

### Erste Tätigkeiten
Caldwell kam mit der 17. Astronautengruppe im Sommer 1998 zur NASA. Noch während der zweijährigen Grundausbildung, die im August 1998 begann, wurde Caldwell der Raumstationsabteilung im Astronautenbüro zugeteilt und war dort für die Überprüfung und Integration der russischen Ausrüstungsteile und Software für die Internationale Raumstation (ISS) zuständig.
Mit Beendigung ihrer Ausbildung wurde Caldwell 2000 der Unterstützungsmannschaft der 5. Langzeitbesatzung für die ISS zugeteilt. Daneben war sie bis Ende 2002 Verbindungssprecherin in der Flugleitzentrale für die ISS-Mannschaften.
Caldwell wechselte 2003 zum Shuttle Avionics Integration Laboratory (SAIL) und arbeitete an der Software des Space Shuttles. Außerdem gehörte die Betreuung der Start- und Landeoperationen am Kennedy Space Center in Florida zu ihren Aufgaben. Im Jahre 2005 war sie für den Funkverkehr der ISS-Expedition 11 verantwortlich.

### STS-118
Im Mai 2006 wurde Caldwell als Missionsspezialistin für die Mission STS-118 aufgestellt. Der Flug fand im August 2007 statt.

### ISS-Expedition 23/24

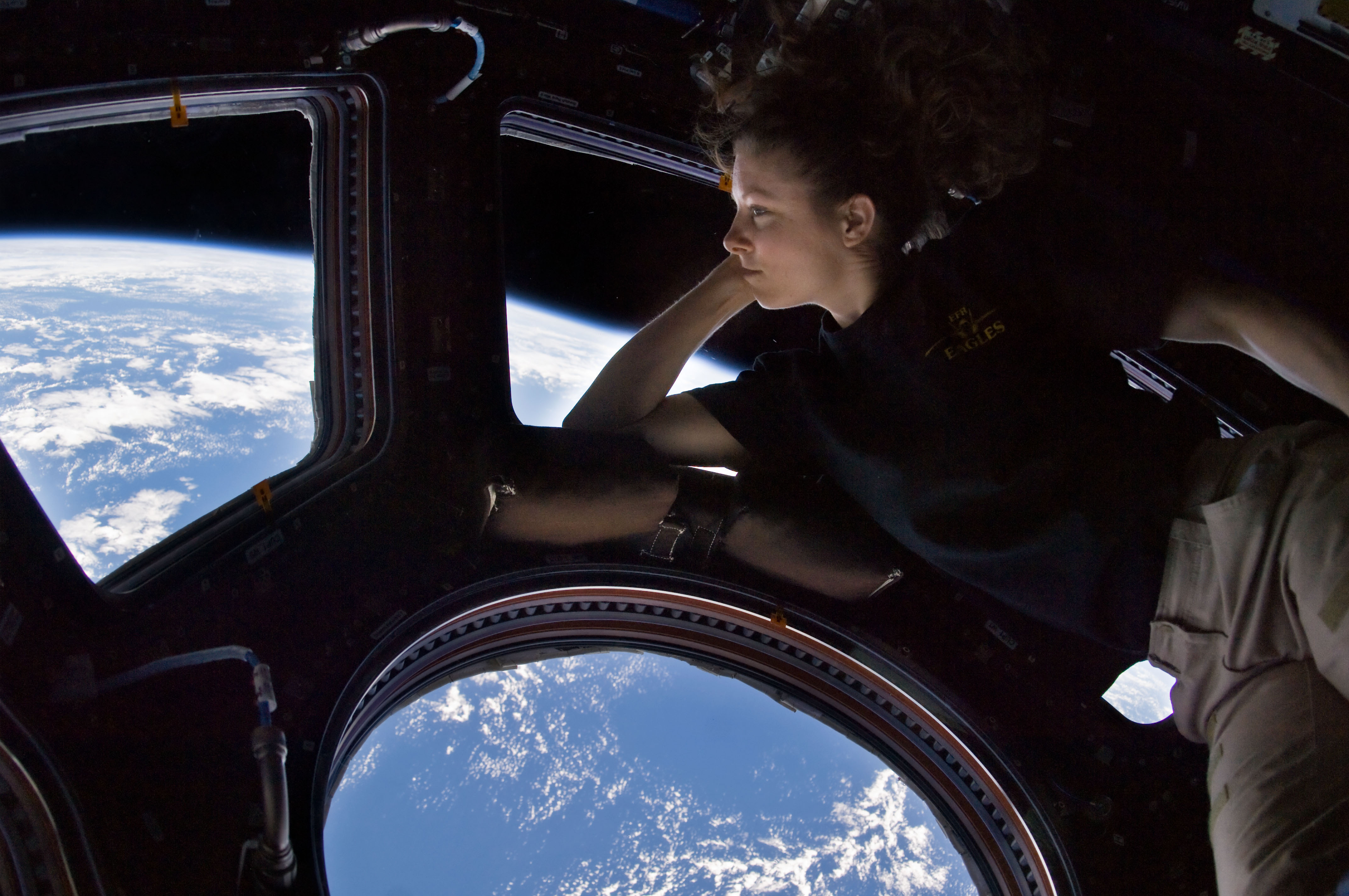
Caldwell Dyson im Cupola-Modul während der ISS-Expedition 24

Caldwell Dyson war Bordingenieurin der ISS-Expeditionen 23 und 24. Sie arbeitete von April bis September 2010 an Bord der ISS. Der Start mit dem Raumschiff Sojus TMA-18 erfolgte am 2. April 2010. Am 7. August 2010 unternahm sie zusammen mit Douglas Wheelock ihren ersten Außenbordeinsatz. Dies war zugleich der längste Außenbordeinsatz, der bis zu diesem Zeitpunkt von einer ISS-Besatzung durchgeführt wurde. Am 11. und am 16. August unternahm sie zusammen mit Wheelock zwei weitere Weltraumausstiege, um eine defekte Kühlmittelpumpe auszuwechseln. Am 25. September 2010 landete sie in Kasachstan.

### Expedition 70/71
Seit April 2022 befand sich Tracy Caldwell Dyson wieder im Flugtraining als Backup-Besatzungsmitglied der Sojus MS-23. Sie unterstützte ihre NASA-Astronautenkollegin Loral O’Hara. Am 29. Mai 2023 wurde sie offiziell der Sojus MS-25 zugeteilt. Am 23. März 2024 startete sie zusammen mit Oleg Nowizki und der belarussischen Kosmonautin Maryna Wassileuskaja zur ISS. Sechs Monate später kehrte sie mit Oleg Kononenko und Nikolai Tschub zurück.

## Privates
Seit November 2009 ist Tracy Caldwell mit George Dyson verheiratet und trägt seitdem den Doppelnamen Caldwell Dyson.
Sie war bis zum Ablauf ihrer Amateurfunklizenz am 16. September 2019 Funkamateurin mit dem Amateurfunkrufzeichen KF5DBF. Sie ist Sängerin in der Astronautenband Max Q.